# レイニー・ドライヴ
「レイニー・ドライヴ」は1986年3月1日に発売された甲斐バンドの32枚目のシングル。

## 概要
ファンハウスから東芝EMIに再移籍後第一弾シングルで、アルバム『REPEAT & FADE』の先行シングル。
「レイニー・ドライヴ」は、作詞は外部に依頼（松尾清憲）、作曲はドラムスの松藤英男。甲斐よしひろボーカル・バージョン、すなわちシングルバージョンである。
本作のあとに発表された『メガロポリス・ノクターン』において、タイトル曲は別テイク（バラード・ヴァージョン）が収録されている。
カップリング「エコーズ・オブ・ラヴ」は、インストルメンタル曲でギターの大森信和による作曲で、アルバムより長いシングルヴァージョンである。
再発盤を除くオリジナルシングルとして、最後の7インチ形態での発売。

## 収録曲
1. レイニー・ドライヴ （KAI Vocal Version）
作詞：松尾清憲、作曲：松藤英男、編曲：新川博
2. エコーズ・オブ・ラヴ （Single Version）
作曲：大森信和、編曲：久石譲